# Vistonida
Vistonida war eine Gemeinde in der nordostgriechischen Präfektur Xanthi an dem gleichnamigen See. Sie wurde 1997 aus mehreren selbständigen Gemeinden geschaffen und 2010 in die Gemeinde Avdira eingegliedert. Seither bildet sie einen Gemeindebezirk Avdiras.

## Gliederung
- Stadtbezirk Genissea, 2.185 Einwohner, ehemaliger Sitz der Gemeindeverwaltung, mit einem Thermalbad, einem Gymnasium[2], den Ruinen von Vergepolis aus klassischer, hellenistischer und römischer Zeit, dem Dorf Vafeika, 712 Einw. und der Siedlung Athinganochori

- Stadtbezirk Diomidia, 4.421 Einwohner, mit einem Industriegebiet und den Dörfern und Siedlungen Afxediou (264 Einw.), Feloni (609 Einw.), Neos Zygos (395 Einw.), Paleo Katrami (631 Einw.), Paleos Zygos (665 Einw.), Petinos (1.118 Einw.)

- Ortsgemeinschaft Koutso, 749 Einwohner, mit Sydini (359 Einw.)

- Ortsgemeinschaft Magiko, 856 Einwohner, früher ein türkisches Dorf namens Kotza Machmoutlou, 1922 nach der kleinasiatischen Katastrophe neu gegründet, mit dem islamischen Dorf Alkyoni (245 Einw.)

- Ortsgemeinschaft Pigadia, 511 Einwohner

- Ortsgemeinschaft Polysito, 403 Einwohner, bekannt wegen ausgelassener Feste am Fastnachtsdienstag

- Ortsgemeinschaft Selino, 292 Einwohner

- Ortsgemeinschaft Sounio, 1.018 Einwohner